# 西藏㹴

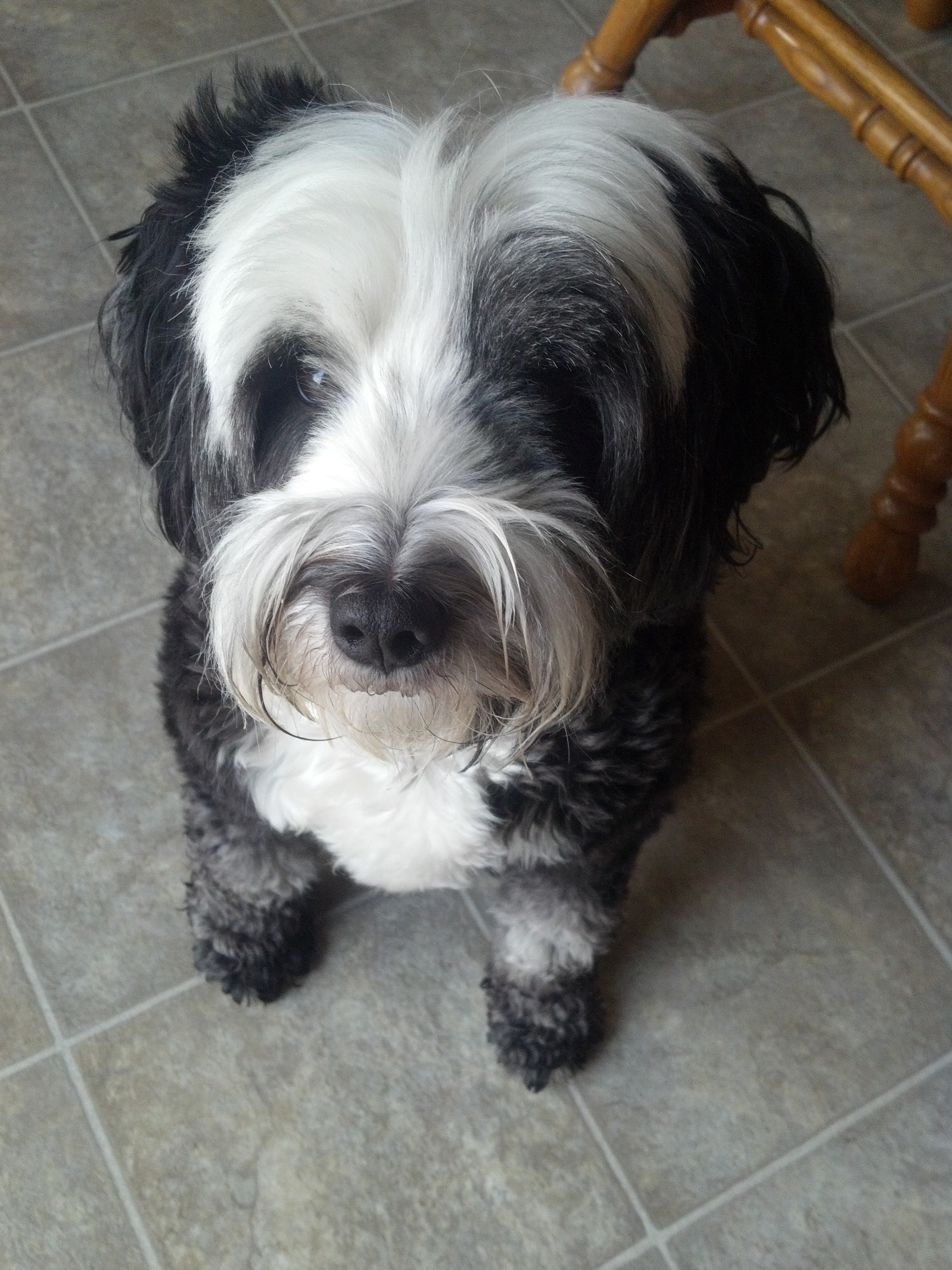
四岁大的西藏㹴

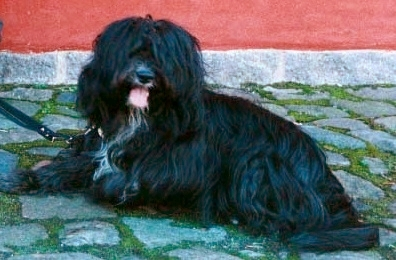
西藏㹴

西藏㹴（Tibetan Terrier）是一种中等体格的犬种，原产自中国西藏。尽管名为㹴犬，但它并非㹴犬组的成员。该犬种因与已知的㹴犬相似而被欧洲的发现者命名为西藏㹴犬。这个犬种的西藏名字是Tsang Apso，大致翻译为“产于乌思藏（"Tsang"）的有杂毛和胡须 （"apso"） 的犬”。一些年迈的旅行者称这只犬为Dokhi Apso或“户外的”Apso，指的是生活在户外的毛茸茸的或有胡须的此类工作犬。其在生物分类法中隶属犬科。

## 犬种历史
西藏㹴的历史可以追溯到数千年前。藏族人把它当作吉祥物、看门狗、牧羊犬或是同伴犬。它们还会被用来搜寻从山边掉下来的物资。
西藏㹴也被称为“西藏的圣犬”，因此该犬种从来没有被买卖过，只会被僧侣作为礼物送给他人以感恩报德。正因如此，该犬种的历史只与少数几只早期的基础犬有关。最近的DNA分析得出结论，西藏㹴是最古老的犬种的直系后裔。
在部分历史时期中，由于西藏在地理位置上的孤立，西藏㹴在两千多年的时间里一直保持着纯正的血统。僧侣和大家族称这个古老的犬种为“小人”（原文为"the little people"），因为他们作为帮助人们保护财产和羊群的同伴犬而受到藏族人的高度重视。因该犬种被藏族人认为是幸运的使者，所以虐待或出售西藏㹴会被认为是家庭和村庄的厄运制造者。
1922年，英格兰的A.R.H.Greig医生（Dr. A.R.H. Greig）把第一只西藏㹴带到了欧洲。而在对西藏的一名病人做了手术后，她又被赠与了一只名为“Bunti”的金白色母犬。在获得了第二只雄性犬“Rajah”之后，Greig医生建立了一个狗窝，并开始培育它们。
第一批子类产生于1924年，并被登记为拉萨㹴。1930年，印度犬业协会（Kennel Club of India）将该犬种更名为西藏㹴。1956年，美国第一批西藏㹴由居住于弗吉尼亚州大瀑布（Great Falls, Virginia）的亨利医生和艾丽斯墨菲夫人所进口。1973年，美国犬业协会（美国犬业俱乐部，以下简称AKC）认定了这一犬种，并将其列为非运动犬。
西藏㹴与其他犬种存在血缘关系，并对其他犬种的发展作出了贡献，其中包括西施犬、拉萨犬、西藏猎犬、波兰低地牧羊犬等。

## 外貌描述
西藏㹴是一种强壮的、中等体格的、比例匀称的犬种，它们往往有着毛茸茸的皮毛。但它们的身高和体重差别很大，身高从14-16英寸（35-41厘米）不等，两性的体重分别为18-30磅（8-14公斤）、20-24磅（9.5-11公斤）。
西藏㹴的皮毛生长周期很长。因此，它们的毛会长得很久，只需要偶尔进行修剪。它们的毛不像毛发生长周期较短的犬那样脱落，而是以与大多数人相似的速度脱落毛发。例外的是在其大约九个月时，幼犬在获得它们的成体皮毛之前会把它们的整个毛发都脱落下来。这种成体皮毛会很保暖，有一层温暖的内衣和一层具有人类头发质地的外套。它的皮毛不应是丝滑般的或是卷曲的，但波浪状的皮毛也是可以接受的。其自然的毛发长而厚，这是典型的品种，如拉萨犬或摩天使犬。其掉落的头发遮住了脸和眼睛，但是其长长的睫毛通常会阻止头发进入眼睛，而且该犬种还有很好的视力。
西藏㹴的皮毛需要有规律和仔细的梳理，以防止缠结的形成。这件外套可以帮助西藏㹴长时间承受−50°C这样的低温。
所有的颜色都是被AKC标准允许的。但金色是最稀缺的。只要其鼻子、眼睛和眼圈都是黑色的，西藏㹴就可以被AKC标准所认定，无论其皮毛是什么颜色。

## 日常活动
西藏㹴可以在犬类的敏捷挑战，命令服从，接力赛，表演，飞球，跟踪，甚至放牧比赛中竞赛。放牧本能和训练能力可以通过非竞争性的放牧测试来衡量。表现出基本放牧本能的西藏㹴就可以接受训练，以便在放牧比赛中竞赛。

## 疾病
西藏㹴还可能携带遗传性疾病巴顿病。这种疾病的第一个症状是夜盲症。在几年后，还会导致失明和神经系统的相关症状，如癫痫、运动异常和痴呆症。西藏㹴的致病基因已于2009年被确定，现已进行多次DNA检测。德国的一项研究表明，大约1/3的西藏㹴是病毒携带者，但自从将DNA测试作为德国犬业协会的犬种引入条例以来，就没有产生过受影响的犬。

## 脚注
1. 1 2  . American Kennel Club.   [2021-10-16]. （原始内容存档于2015-01-25）.
2. ↑  .   [2021-10-16]. （原始内容存档于2016-06-23）.
3. ↑  Pure-bred Dogs, American Kennel Gazette, Volume 105, p.135, American Kennel Club
4. ↑  . Student Chapter of the American Veterinary Medical Association. 1971: 39.
5. 1 2  . TTCA.   [2021-10-16]. （原始内容存档于2018-06-12）.
6. ↑  Ostrander, Elaine A. . American Scientist. 2007, 95 (5): 406  [2021-10-16]. ISSN 0003-0996. doi:10.1511/2007.67.3724. （原始内容存档于2012-04-26） （英语）.
7. ↑  Reif, Jane. . Southfarm Press. 1996. ISBN 0-9672628-0-1.
8. ↑  Pugnetti, Gino. . Simon and Schuster. 1980-11-15: 121  [2018-08-20]. ISBN 978-0-671-25527-5. （原始内容存档于2021-10-16） （英语）.
9. ↑  . Wiley. 2010: 532.
10. ↑  Wikerd, Marjorie. . AKC Gazette (American Kennel Club). 2011, 128 (3): 70.
11. ↑  . www.purina.com.au.   [2021-10-16]. （原始内容存档于2021-10-19） （英语）.
12. ↑  . American Kennel Club.   [2021-10-16]. （原始内容存档于2014-08-17）.
13. ↑  Hartnagle-Taylor, Jeanne Joy; Taylor, Ty. . Alpine Publications. 2010. ISBN 978-1-57779-106-5.
14. 1 2 3  Kluth, Susanne; Eckardt, Judith; Distl, Ottmar. . The Veterinary Journal. 2014-09, 201 (3): 433–434  [2021-10-16]. doi:10.1016/j.tvjl.2014.05.029. （原始内容存档于2019-12-09） （英语）.
15. ↑  http://www.offa.org/dnatesting/ncl.html （页面存档备份，存于） administered by the Orthopaedic Foundation for Animals (U.S.A.)

## 友情链接
- 中的“西藏㹴”